# María de Mendoza (1526-1580)
María de Mendoza "La Blanca" (1526-1580) fue una dama española, conocida por su faceta religiosa.

## Biografía
Fue hija de Luis Hurtado de Mendoza, II marqués de Mondéjar; y su esposa, Catalina de Mendoza y Zúñiga. María tuvo otros hermanos:
- Íñigo López de Mendoza y Mendoza, que sucedió en los títulos y estados de su padre. Íñigo casó con María de Mendoza, hija del IV duque del Infantado Íñigo López de Mendoza y Pimentel, con descendencia. Además tuvo una hija extramatrimonial, Catalina.
- Francisco Hurtado de Mendoza "El Moro", caballero de la orden de Santiago, fallecido en Herradura.
- Pedro González de Mendoza, muerto en la infancia.
- Juan Hurtado de Mendoza, también muerto siendo niño.
- Francisca de Mendoza, casada con el noble valenciano Baltasar Ladrón de la Maza.
- Isabel de Mendoza.
- Ana
- Luisa.

En su juventud fue muy devota y tuvo como confesor a San Juan de Ávila. Hizo entonces voto de castidad.
Nació en la Alhambra de Granada, donde su padre residía como alcaide de esa fortaleza y capitán general de Granada. En 1540, por orden de su madre Catalina, María se haría cargo de la educación de su sobrina Catalina de Mendoza, hija extramatrimonial de su hermano primogénito, Íñigo.

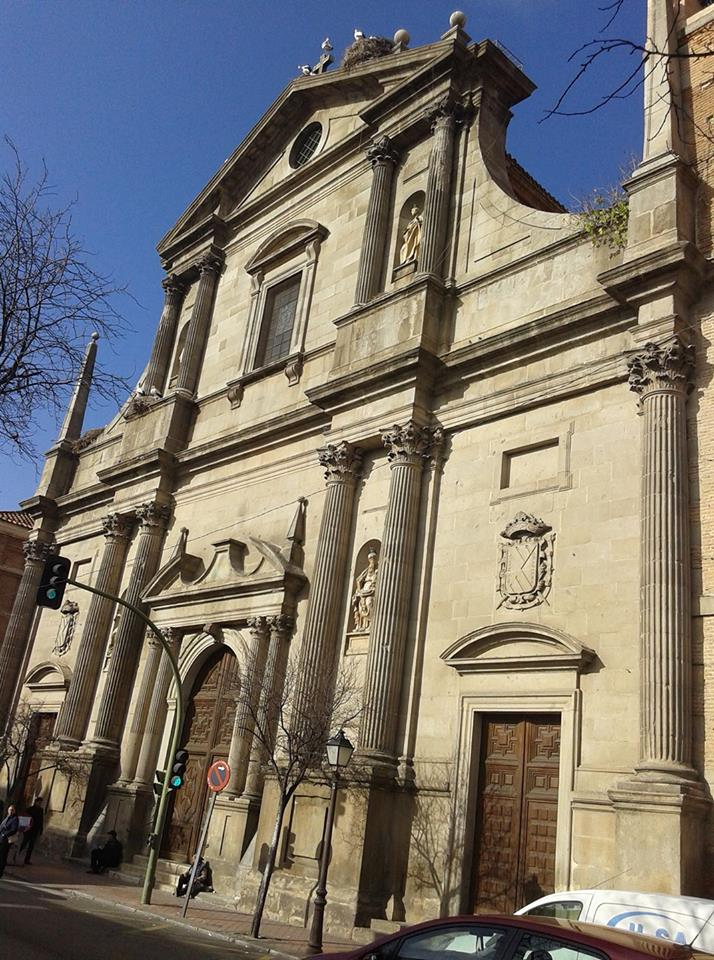
Fachada de la iglesia del Colegio Máximo de la Compañía de Jesús en Alcalá, con el escudo de María de Mendoza y su sobrina Catalina como fundadoras de este.

Junto con su madre y su sobrina Catalina fue muy cercana a la naciente Compañía de Jesús. Contribuyó enormemente con sus rentas al colegio que la Compañía de Jesús había fundado en Alcalá de Henares, conocido como Colegio Máximo. Sus contribuciones llevaron a que en 1576, Gregorio XIII extendiese una bula por la que la consideraba fundadora del colegio.
Murió en Alcalá de Henares en 1580. Fue enterrada en la iglesia del Colegio Máximo en esa ciudad, que había fundado.